# Чтобы Польша была Польшей
Чтобы Польша была Польшей (пол. Żeby Polska była Polską, англ. Let Poland Be Poland) — телепрограмма режиссера Марти Пазетти, выпущенная Агентством международных коммуникаций США в сотрудничестве с Министерством обороны. Она вышла в эфир 31 января 1982 года. Название программы отсылает к песне Яна Петржака «Чтобы Польша была Польшей».

## Ход событий
Программу посмотрели 185 миллионов зрителей в 50 странах мира. Аудиоверсия Голоса Америки была подготовлена на 39 языках. Программу также транслировали Радио Свободная Европа, Радио Свобода и Международное Французское Радио.
«Чтобы Польша была Польшей» — это отчёт о событиях 30 января 1982 года. Этот день был объявлен Международным днем солидарности с Польшей. 
Программу вел Чарлтон Хестон. В программе приняли участие, в частности, Ромуальд Спасовски, Здислав Рураж, Адам Макович, Чеслав Милош, Мстислав Ростропович, Кирк Дуглас, Макс фон Сюдов, Джеймс Михнер, Генри Фонда, Гленда Джексон, Бенни Андерссон, Агнета Фельтског, Анни-Фрид Лингстад, Бьорн Ульвеус, Пол Маккартни, Орсон Уэллс, Мадлен Олбрайт. Песню «Ever Homeward» исполнил Фрэнк Синатра (фрагмент на польском языке)).
В ходе программы ведущие связывались с лидерами государств и политиками, которые выступали со своими заявлениями. Среди них были, в частности, президент Соединенных Штатов Рональд Рейган, премьер-министр Великобритании Маргарет Тэтчер, премьер-министр Португалии Франсиско Пинту Бальсемау, канцлер ФРГ Гельмут Шмидт, премьер-министр Исландии Гуннар Тороддсен, премьер-министр Бельгии Вильфрид Мартенс, премьер-министр Японии Дзэнко Сузуки, премьер-министр Италии Арнальдо Форлани, премьер-министр Норвегии Коре Виллок, премьер-министр Канады Пьер Трюдо, премьер-министр Турции Бюлент Улусу, премьер-министр Люксембурга Пьер Вернер, премьер-министр Испании Адольфо Суарес Гонсалес, президент Франции Франсуа Миттеран, спикер Палаты представителей Тип О'Нил, лидер сенатского большинства Говард Бейкер, сенатор, член комитета по иностранным делам Сената Клемент Заблоцкий.
Политики критиковали авторитарные власти Польши и Советского Союза, выражали поддержку польскому народу, солидарность с репрессированными и обещали помощь, в том числе материальную.
Также транслировались демонстрации поддержки поляков в разных городах мира, таких как: Нью-Йорк, Лондон, Брюссель, Токио, Лиссабон, Сидней, Вашингтон, Торонто, Чикаго.
В Польше эта программа впервые была показана телеканалом TVP Historia 13 декабря 2011 года.